# فريدريك أوقست براند
فريدريك أوقست براند (بالألمانية: Friedrich August Brand) هو رسام نمساوي وألماني، ولد في 20 ديسمبر 1735 في فيينا في النمسا، وتوفي بنفس المكان في 9 أكتوبر 1806.